# Carboplatin
Carboplatin ist ein sehr verbreitetes Zytostatikum (Mittel zur Bekämpfung von Krebserkrankungen). Die chemische Struktur enthält ein komplex gebundenes Platinatom, es handelt sich um einen Cisplatin-Abkömmling. Die Wirkung gegen Krebszellen beruht auf einer Vernetzung der DNA-Moleküle (Erbsubstanz), die dadurch funktionsunfähig werden. Der Zellstoffwechsel wird behindert und die Zelle stirbt ab. Wie andere Zytostatika auch wirkt Carboplatin in dieser Weise nicht nur auf schnellwachsende Tumorzellen, sondern in gewissem Grad auch auf gesunde Körperzellen. Es wird intravenös verabreicht.

## Resistenzmechanismus
Zu beachten ist die Kreuzresistenz mit Cisplatin.

## Indikation
Anwendungsgebiete für Carboplatin sind Bronchialkarzinom, Ovarialkarzinom, Mammakarzinom und Hodenkrebs. Carboplatin wird als Infusion innerhalb von 15 bis 60 Minuten meist im Abstand von 4 Wochen verabreicht und kommt fast ausschließlich in Kombination mit anderen Chemotherapeutika zum Einsatz (Kombinations-Chemotherapie). Eine Kombination neuerer zytostatischer Wirkstoffe wie Gemcitabin, Vinorelbine oder Taxanen mit den Platinkomplexen Cisplatin oder Carboplatin hat sich weltweit als Standardtherapie etabliert.

## Unerwünschte Wirkungen
Erbrechen (deswegen oft gleichzeitige Gabe von Antiemetika), Hörschäden oder Ohrgeräusche (Tinnitus), Schwindel, Allergien, Nervenschäden, Bauchschmerzen, Verstopfung, Durchfall, Schädigung blutbildender Zellen des Knochenmarks. Darüber hinaus wirkt Carboplatin nephrotoxisch (es schädigt die Niere).

## Handelsnamen
Monopräparate
Axicarb (D), Carbo-cell (D), Carbomedac (D), Haemato-carb (D), Neocarbo (D), Paraplatin (CH), Ribocarbo (D), diverse Generika (D, A, CH)